# Stabsperrholz

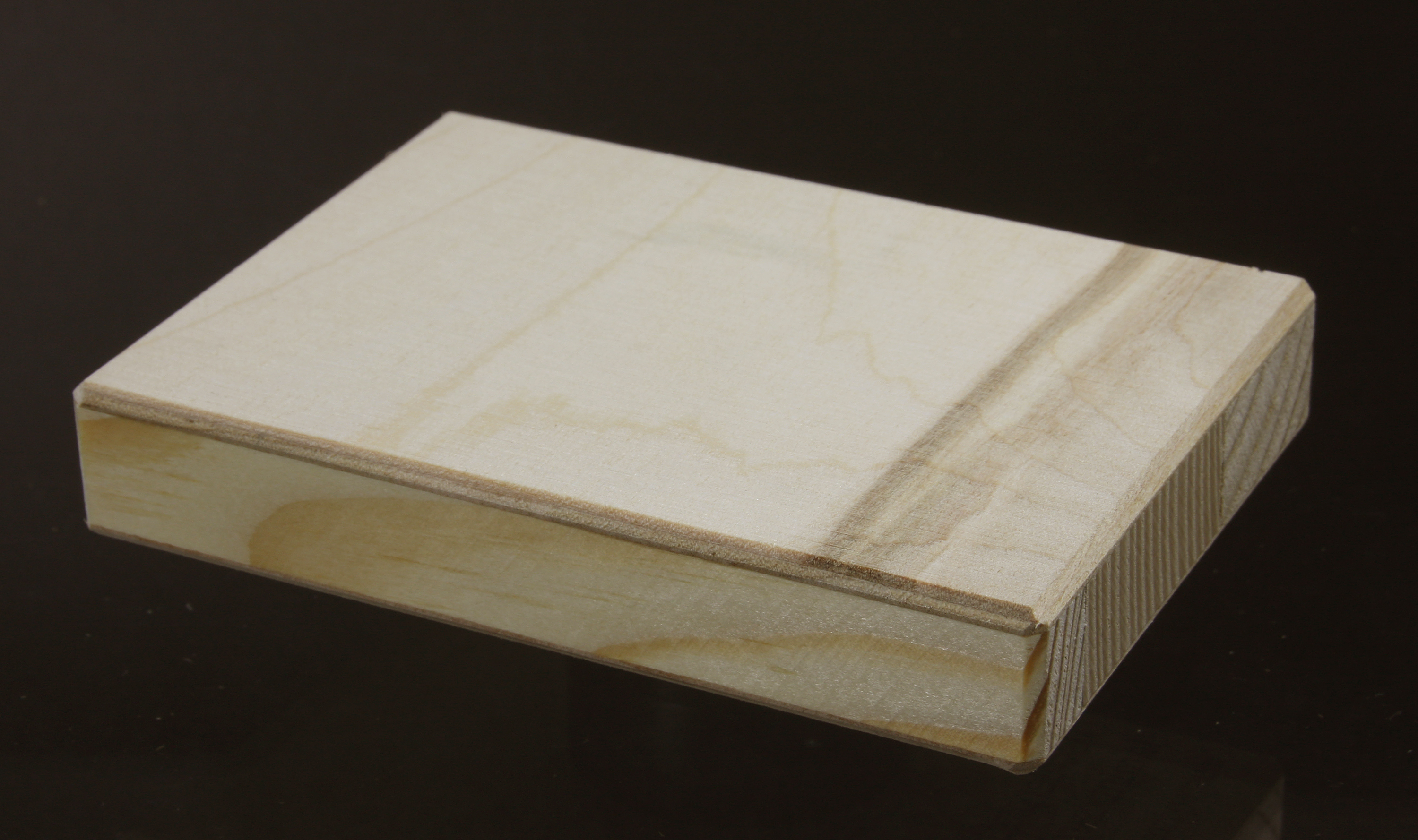
Tischlerplatte

Stabsperrholz oder Tischlerplatte (engl. battonboard, blockboard oder block plywood; Kurzzeichen DIN ST oder STAB) sowie Stäbchensperrholz (engl. laminboard; Kurzzeichen DIN STAE) sind Holzwerkstoffplatten aus einer Mittellage aus parallel ausgerichteten Holzstäben beziehungsweise -stäbchen und beidseitig quer dazu aufgeleimten Deck- oder Absperrfurnieren und sind in der DIN 68705-2 normiert. Tischlerplatten sind – auch bei schwankenden Klimaeinflüssen – formstabil, biegesteif und besitzen ein hohes Stehvermögen. Mit einer Rohdichte um 450 kg/m³ im Durchschnitt sind sie sehr leicht. Spezialausführungen aus Albasia, Fuma oder Balsa erreichen bis zu 150 kg/m³.

## Aufbau
Für die meist zwischen 24 und 30 mm breiten Leisten der Mittellage, die eigentlichen Stäbe, werden meist leichte Hölzer wie Fichte oder andere Nadelhölzer verarbeitet, gelegentlich auch noch leichtere tropische Holzarten. Beim Stäbchensperrholz wird die Mittellage aus bis zu zirka 7 Millimeter dicken Schälfurnierstreifen gebildet, die hochkant zur Plattenebene stehen.
Beim Stabsperrholz liegen die Stäbe in der Mittellage einfach nebeneinander und sind nur mit den Deckfurnieren verleimt. Beim Stäbchensperrholz sind die Stäbchen zusätzlich untereinander verleimt. Vorteile des Stäbchensperrholzes sind ein höheres Stehvermögen und eine feinere Oberfläche aufgrund der in der Mittellage stehenden Jahresringe.
Üblich als Furnierhölzer sind Buche, Pappel, Fichte und Tropenhölzer, gelegentlich gibt es spezielle Ausführungen mit anderen, seltenen Hölzern. Meistens werden Messerfurniere in einer Dicke von 0,6 Millimeter verwendet.
Stabsperrholz wird ausschließlich industriell hergestellt.

## Geschichte und Einsatzgebiete
Die Tischlerplatte diente in der Anfangszeit der serienmäßigen Möbelproduktion als flexibler, extrem stabiler und großflächig herstellbarer Werkstoff, der im Möbelbau neuartige Konstruktionen zu günstigen Preisen erlaubte. Als Werkstoff in der Massenproduktion wurde sie durch andere Werkstoffe verdrängt, in der Produktion anspruchsvoller Objekte oder im handwerklichen Rahmen blieb sie jedoch ebenso in Verwendung wie als Regalboden.
In neuerer Zeit hat sie aufgrund ihres niedrigen Gewichtes neue Anwendungen beim Messebau oder im Schiff-, Fahrzeug- oder Wohnwagenbau gefunden. Eine Verwendung als tragendes Bauteil nach DIN 1052 (vgl. DIN EN 13986) ist nicht erlaubt.